# Дегідроарени
Дегідроарени англ. dehydroarenes — молекулярні частинки, зазвичай проміжні, формально утворені відщепленням атома Н від кожного з двох атомів у арені. Назва окремих сполук включає нумерований префікс ди-.
Приклад, 1,8-дидегідрогафтален або нафтален-1,8-дііл (ІI). 1,2-дидегідроарени (І) називають арини і зазвичай зображають з потрійним зв'язком. Підкласи: дегідробензени (І), дидегідронафталени (ІI) тощо

Реакція утворення дегідробензену